# Trofeo Diputación de Valladolid 2015
La XXII edición del Trofeo Diputación de Valladolid de fútbol se celebró en el municipio de Pedrajas de San Esteban del 10 al 20 de agosto de 2015. 

## Cuadro de resultados
|  | Cuartos de final               | Cuartos de final               |                   |                   | Semifinales               | Semifinales               |  |              | Final                | Final                |  |
|  | del 10 al 13 de agosto de 2015 | del 10 al 13 de agosto de 2015 |                   |                   | 17 y 28 de agosto de 2015 | 17 y 28 de agosto de 2015 |  |              | 20 de agosto de 2015 | 20 de agosto de 2015 |  |
|  |                                |                                |                   |                   |                           |                           |  |              |                      |                      |  |
|  |                                |                                |                   |                   |                           |                           |  |              |                      |                      |  |
|  | C.D. Mojados                   | 4                              |                   |                   |                           |                           |  |              |                      |                      |  |
|  | C.D. Mojados                   | 4                              |                   |                   |                           |                           |  |              |                      |                      |  |
|  | CD Betis                       | 1                              |                   |                   |                           |                           |  |              |                      |                      |  |
|  | CD Betis                       | 1                              |                   | C.D. Mojados      | 0(5)                      |                           |  |              |                      |                      |  |
|  |                                |                                |                   | C.D. Mojados      | 0(5)                      |                           |  |              |                      |                      |  |
|  |                                |                                | Real Valladolid B | 0(3)              |                           |                           |  |              |                      |                      |  |
|  | Real Valladolid B              | 6                              | Real Valladolid B | 0(3)              |                           |                           |  |              |                      |                      |  |
|  | Real Valladolid B              | 6                              |                   |                   |                           |                           |  |              |                      |                      |  |
|  | Gimnástica Medinense           | 0                              |                   |                   |                           |                           |  |              |                      |                      |  |
|  | Gimnástica Medinense           | 0                              |                   |                   |                           |                           |  | C.D. Mojados | 0                    |                      |  |
|  |                                |                                |                   |                   |                           |                           |  | C.D. Mojados | 0                    |                      |  |
|  |                                |                                | Villa de Simancas | 3                 |                           |                           |  |              |                      |                      |  |
|  | Villa de Simancas              | 5                              | Villa de Simancas | 3                 |                           |                           |  |              |                      |                      |  |
|  | Villa de Simancas              | 5                              |                   |                   |                           |                           |  |              |                      |                      |  |
|  | C.D. Pedrajas                  | 0                              |                   |                   |                           |                           |  |              |                      |                      |  |
|  | C.D. Pedrajas                  | 0                              |                   | Villa de Simancas | 2                         |                           |  |              |                      |                      |  |
|  |                                |                                |                   | Villa de Simancas | 2                         |                           |  |              |                      |                      |  |
|  |                                |                                | At. Tordesillas   | 0                 |                           |                           |  |              |                      |                      |  |
|  | At. Tordesillas                | 4                              | At. Tordesillas   | 0                 |                           |                           |  |              |                      |                      |  |
|  | At. Tordesillas                | 4                              |                   |                   |                           |                           |  |              |                      |                      |  |
|  | R.C.D. Navarrés                | 1                              |                   |                   |                           |                           |  |              |                      |                      |  |
|  | R.C.D. Navarrés                | 1                              |                   |                   |                           |                           |  |              |                      |                      |  |
|  |                                |                                |                   |                   |                           |                           |  |              |                      |                      |  |

### Final
| 20 de agosto de 2015, 19:00 h. | C.D. Mojados | 0-3     | Villa de Simancas                                | San Juan, Pedrajas de San Esteban (Valladolid)                 |                                                                |
|                                |              | Reporte | Álvaro González 66' Álvaro González 84' Juli 85' | Asistencia: 500 espectadores Árbitro(s): Daniel Reinoso Mangas | Asistencia: 500 espectadores Árbitro(s): Daniel Reinoso Mangas |

## Estadísticas
- Mejor jugador: Álvaro González (Villa de Simancas)
- Máximo goleador: Álvaro González (Villa de Simancas) con 4 goles
- Total goles: 26 goles
- Promedio por partido: 3,71 g/pp
- Mayor goleada: Real Valladolid B 4 - Rueda 0